# 真佐夫
真佐夫（まさお、男性、1986年9月11日 - ）は、日本の俳優である。東京都出身。所属フリー。身長174.5cm。

## 出演

### 映画
- バベル（2006年）
- わたし出すわ（2009年、監督:森田芳光）
- タクミくんシリーズ 美貌のディテイル（2009年）
- ガチンコ疾走上等（2010年、監督:広瀬陽） - 本村 役
- タイマン3（2017年） - 番場昭仁 役
- 帰ってきたバスジャック（2017年）

### テレビドラマ
- チェケラッチョ in tokyo（2006年、CX）
- だめんず・うぉ〜か〜（2009年、EX）
- 誰も知らない泣ける歌（2008年 - 2009年、NTV）
- 中居正広の金曜日のスマたちへ（2009年、TBS）
- 天地人（2009年、NHK） - 徳川家臣 役
- SmaSTATION!!（2009年、ANB） - 再現VTR
- 侍戦隊シンケンジャー（2009年、ANB）
- クロヒョウ龍が如く 新章（2010年、TBS） - 不良頭 役

### CM
- アサヒビール（2008年）
- サッポルビール（2009年）
- J リーグ 2010（2010年）

### 舞台
- BUTLER×BATTLER 〜執事王選手権〜（2010年1月21日 - 24日） - 美川三郎 役
- シブヤ×アキバ〜彼女は僕の青い鳥〜（2010年） - キヨヒコ 役
- 劇団イケ袋『リーマン☆ロック』（2010年） - masao 役
- BLAM!!! vol.2 Re-miniscence（2010年10月7日 - 11日） - シツジ 役
- OASIS（2010年） - シシマル 役
- BLAM!!! vol.3 テガミ（2011年） - 藤野 役
- 大江戸に降る雪（2011年） - 新衛門 役
- Dandy cute dandy（2011年5月・2012年2月） - ハヤシ 役
- Dragon Question（2011年） - ジャックス 役
- GOEMON 痛快伝（2011年） - ルデラ・パンドーレ・カズオ 役（W主演）
- GEKIIKE 本公演 vol,02 『ライラック』（2011年） - ガク役
- 舞台「戦国BASARA」 - 前田利家 役
  - 舞台「戦国BASARA2」（2012年5月11日 - 15日、東京/5月19日 - 20日、大阪/6月2日 - 3日、愛知）
  - 舞台「戦国BASARA3」-咎狂わし絆-（2014年4月25日 - 5月6日、東京/5月10日 - 11日、愛知/5月15日 - 18日、大阪）
- ミュージカル「忍たま乱太郎」 - 土井半助 役
  - ミュージカル「忍たま乱太郎」第3弾〜山賊砦に潜入せよ〜 再演（2012年7月4日 - 15日）
  - ミュージカル「忍たま乱太郎」第4弾〜最恐計画を暴き出せ!!〜（2013年1月9日 - 20日）
- GEKIIKE 本公演 vol,03 『君に降りそそぐ、天上の花』（2012年9月21日 - 30日） - 辰之介 役
- 舞台版 殿といっしょ（2012年11月21日 - 29日） - 武田信廉 役
- REVELATION GARDEN - スパルタクスの反乱 -（2014年2月22日 - 3月2日）
- 舞台 増田こうすけ劇場 ギャグマンガ日和（2015年9月16日 - 21日、博品館劇場） - 男子トイレの精 役

### イベント
- 戦国BASARA バサラ祭2012〜夏の陣〜（2012年8月11日 - 12日）
- SPECIAL【G】-BATTLE-（2012年8月26日） - ゲスト出演